# Металопрокатний завод в Місті ім. 6 Жовтня (Al-Ashry)
Металопрокатний завод в Місті ім. 6 Жовтня (Al-Ashry) – підприємство чорної металургії Єгипту, майданчик якого знаходиться на південно-західній околиці каїрської агломерації.
Завод, розрахований на випуск 120 тисяч тон будівельної арматури на рік, спорудила компанія Estar Egypt For Industries. В 2012-му співвласником підприємства став холдинг Al-Ashry Steel.
Станом на другу половину 2010-х років річна потужність заводу досягнула 800 тисяч тон, що забезпечували вже три прокатні стани:
- для випуску будівельної арматури діаметром від 10 до 32 мм (обладнання компанії Europlant);
- для випуску рівнополичкового кутника та полосового прокату (обладнання компанії Danieli);
- для випуску будівельної арматури діаметром від 10 до 40 мм (так само обладнання від Danieli).